# 德鲁·古登 (YouTuber)
德鲁·古登（英語：Drew Gooden，1993年10月26日—）是一位美国評論型YouTuber，他的视频内容涵盖網絡紅人、网络文化和流行文化等相关主题。截至2023年，他的YouTube频道已有超过390万订阅者。
在开始使用YouTube发布视频之前，古登是一位知名的Viner，以在该平台发布“前方道路施工”的视频而被人熟知。他经常与另一位YouTuber丹尼·冈萨雷斯合作，两人曾于2019年共同举办“我们是两个不同的人”巡回演出。2021年，古登获得評論類自由流动奖。

## 个人生平
德鲁·古登于1993年10月26日出生于北卡罗来纳州，并在幼年搬至佛罗里达州奥兰多居住。从小古登就产生了为《週六夜現場》编写稿件的想法。
2015年，古登在自己其中一条Vines下收到阿曼达·墨菲的评论，从而与她相识。两人开始了一段长达一年多的异地恋。一年后两人订婚，并于2019年3月10日结婚。

### Vine（2013–2017）
古登两次肄业后，开始参加即興劇場课程，并于2013年加入了一款名为Vine的6秒短视频平台。古登在Vine上发布的视频均是短小的喜剧小品，他的第一个爆红视频描绘了一个他和他喜欢的衬衫的文氏图，二者有一个共同的“死敌”傑夫·丹尼爾。他将vines描述为一个自发性的视频平台，“相当于视频版Twitter”。
古登于2016年发布了他在Vine上最受欢迎的视频。当时古登驾车经过亞利桑那州一处立有“前方道路施工”的牌子时，他要求自己的女友记录他要开车经过一个美國交通標誌，并说：“前方有道路施工吗？嗯，是啊，我真希望会有。”这一網路迷因后来被称之为“互联网上最具辨识度的视频”之一，尽管杂志《大西洋》也认为该视频“还算有趣”。古登几年后依然以这则视频而得名，称其为自己的“流行语”，并以此为基础销售文化衍生品；他在VidCon大会上也被认出是“前方道路施工男”。然而他也认为这则视频很恼人，并想将自己和该视频分开。据他说，当自己还在Vine上活跃时，这个视频从未像现在如此受欢迎，而是通过YouTube上的Vine合集传播开来才受欢迎的。
古登于2016年出演了由Vine平臺製作的網絡劇《拔插營地》，并在那裏第一次遇到了同爲Viner的丹尼·冈萨雷斯。直到Vine于2017年1月关闭时，古登已经积累了数十万名粉丝。古登除了一个Twitter账号上有少量粉丝之外以外并没有其他的在线追随者。所以他决定和其他Viners一样迁移至YouTube进行创作。

### YouTube（2017-现在）

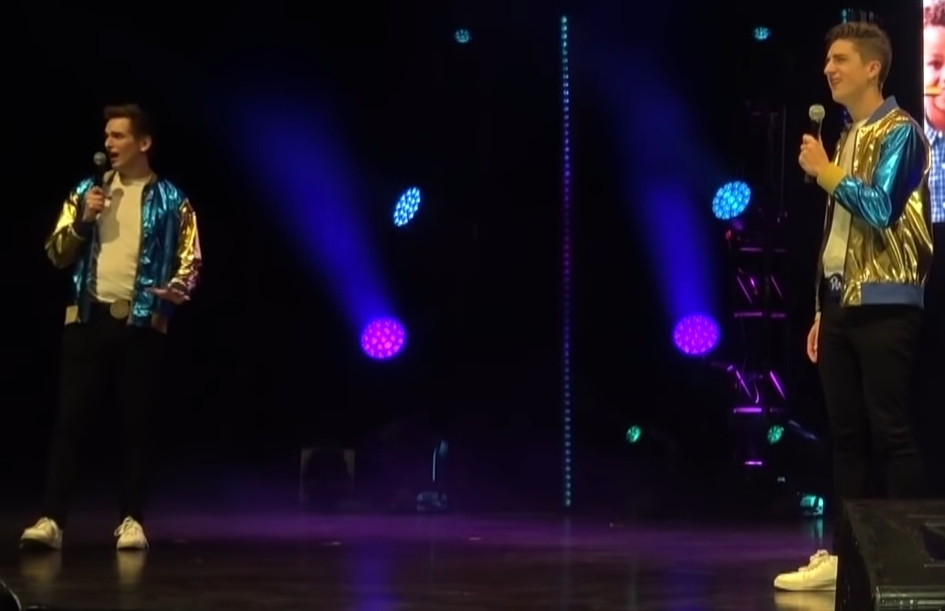
2019年，丹尼·冈萨雷斯（图右）与古登（图左）参加“我们是两个不同的人”巡演

古登尝试了不同形式和类型的视频，由于他想将视频类型转型为长视频，古登最初的想法是创作与他在Vine平台上风格类似且时间更长的喜剧小品。他最终决定成为一名评论和反应类YouTuber，并且他的追随者又开始慢慢增加。古登的爆火视频上传于2018年6月，内容是针对傑克·保羅的现场表演做出的高度批评的评论。与自己其余视频不同的是，他其他的視頻平均有10萬次觀看，而此新發布的評論類視頻在1個月內達到400萬次觀看。他的YouTube频道于2018年10月达到了百万订阅。
冈萨雷斯亦在YouTube上开设了一个评论频道，他们两人开始互邀对方参演彼此的视频，并成为了亲密的好友。古登表示自己和冈萨雷斯一起制作视频时更加愉快，因为他们不需要编撰剧本。他们的粉丝之间有一个反复出现的笑话，他们假装混把这两位YouTubers混为一谈。这激发了两个人于2019年举办《我们是两个不同的人》巡回演出的意图，另一位YouTuber柯蒂斯·康纳作为特邀嘉宾参加巡演。这一巡演内容涵盖音乐、特效和戏剧元素，夹杂着小品和戏剧表演。此次巡演是他们的首场大型现场表演，从九月进行到十月。他们还发布了一首名为《我们不是同一个人》的恶搞歌曲来推广巡演。
古登是第十届VidCon年度大会的特邀创作人。在开始使用YouTube三年之后，古登开始全职创作内容。2021年，他荣获评论类自由流动奖。他在第二年再次被提名此类奖项的候选人，但却败给了冈萨雷斯。

## 内容与接收效果
古登是一位评论型YouTuber，他的视频内容主要涵盖对YouTube、互联网和流行文化的“深入探讨”。古登视频中讨论的话题包含网络红人试图打入主流媒体领域所面临的困境，就像他在莉莉·辛格，以及杰克、罗根·保罗、TikTok创作者以及电影评论等的视频中所提及的那样。
他的视频涵盖喜剧元素与喜剧小品，并在自己的家中拍摄。《黏贴》杂志将古登的视频描述为“他自己的喜剧版调查报导”。他经常在视频中分享自己的个人经历，并讨论线上趋势可能会带来的危害，譬如他针对儿童危险视频在YouTube上所做的调查。古登曾因在其中一则视频中插播广告而遭到杂志《大西洋》的凯特琳·蒂法尼的批评，但他表示自己小心谨慎，不做伪善人，因为他曾批评过名人过度做宣传。

## 演出
| 年份 | 标题                                     | 注释           | 参考来源 |
| ---- | ---------------------------------------- | -------------- | -------- |
| 2016 | 《拔插营地》（Camp Unplug）              | Vine系列迷你剧 | [ 19 ]   |
| 2020 | 《欢乐属于我们》（The Pleasure Is Ours） | 首演集         | [ 20 ]   |

## 获奖与提名
| 年份 | 奖项       | 类别 | 结果 | 参考来源 |
| ---- | ---------- | ---- | ---- | -------- |
| 2021 | 自由流动奖 | 评论 | 獲獎 | [ 1 ]    |
| 2022 | 自由流动奖 | 评论 | 提名 | [ 15 ]   |

### 一级来源
1. ↑  Gooden, Drew [@drewisgooden].  (推文). 2015-12-21  [2022-12-01] –Twitter.
2. ↑  Gooden, Drew; Johnson, Jarvis; Adika, Jordan. . YouTube. Sad Boyz Podcast. 2020-09-09. （原始内容存档于2022-05-31）.
3. ↑  Gooden, Drew [@drewisgooden].  (推文). 2018-02-15  [2022-12-12] –Twitter.
4. ↑  Gooden, Drew. . YouTube. 2017-12-07  [2022-12-21]. （原始内容存档于2022-12-16）.
5. ↑  Gooden, Drew [@drewisgooden].  (推文). 2016-10-27  [2022-12-12] –Twitter.
6. ↑  Gooden, Drew [@drewisgooden].  (推文). 2020-03-10. （原始内容存档于2021-07-20） –Twitter.
7. ↑  Gooden, Drew [@drewisgooden].  (推文). 2018-10-12  [2022-12-12] –Twitter.
8. ↑  Gonzalez, Daniel; Gooden, Drew.  (视频). 2019-05-19. （原始内容存档于2022-09-04） –YouTube （英语）.

## 延伸阅读
- Sherry, Kaia. . 每日熊报（英语：Daily Bruin）. 2019-10-01  [2022-12-12]. （原始内容存档于2022-12-11）.
- Manley, Mackenzie. . 辛辛那提城市节拍（英语：Cincinnati CityBeat）. 2019-10-03  [2022-12-12]. （原始内容存档于2023-02-07）.